# Mr. Wonderful (film)
Pour les articles homonymes, voir Mr. Wonderful.
Pour plus de détails, voir Fiche technique et Distribution.
Mr. Wonderful est un film américain réalisé par Anthony Minghella, sorti en 1993.

## Synopsis
Gus s'est séparé de son épouse Leonora après cinq ans de bonheur conjugal. Électricien, il rêve de réaliser son rêve : s'acheter un vieux bowling avec ses amis. Mais la pension alimentaire qu'il doit chaque mois à son ex-femme pèse lourdement sur son salaire. Pour se débarrasser de cette charge, il se met donc en tête de trouver un nouveau mari à Leonora.

## Fiche technique
- Titre : Mr. Wonderful
- Réalisation : Anthony Minghella
- Scénario : Amy Schor et Vicki Polon
- Production : Steven Felder et Marianne Moloney
- Société de production : Samuel Goldwyn Films (en)
- Photographie : Geoffrey Simpson
- Montage : John Tintori
- Pays d'origine :  États-Unis
- Format : couleurs - 1,85:1 - Dolby
- Genre : romance
- Durée : 98 minutes
- Date de sortie : 1993

## Distribution
- Matt Dillon : Gus
- Annabella Sciorra : Leonora
- Mary-Louise Parker : Rita
- William Hurt : Tom
- Vincent D'Onofrio : Dominic
- Dan Hedaya : Harvey
- Bruce Kirby : Dante
- Luis Guzmán : Juice
- Jessica Harper : Funny Face
- Bruce Altman : Mr. Wonderful
- Peter Appel : Harry
- Arabella Field : Patti
- James Gandolfini : Mike
- Brooke Smith : Jan
- Joanna Merlin : Loretta